# Ingeniero Jacobacci Airport
Ingeniero Jacobacci Airport (engelska: Capitán FAA H. R. Borden Airport) är en flygplats i Argentina.   Den ligger i provinsen Río Negro, i den sydvästra delen av landet, 1 200 km sydväst om huvudstaden Buenos Aires. Ingeniero Jacobacci Airport ligger 886 meter över havet.
Terrängen runt Ingeniero Jacobacci Airport är varierad. Trakten runt Ingeniero Jacobacci Airport är nära nog obefolkad, med mindre än två invånare per kvadratkilometer.. Närmaste större samhälle är Ingeniero Jacobacci, 2,3 km öster om Ingeniero Jacobacci Airport.
Omgivningarna runt Ingeniero Jacobacci Airport är i huvudsak ett öppet busklandskap.